# جورج في. أندروود جونيور
جورج في. أندروود جونيور (بالإنجليزية: George V. Underwood, Jr.)‏ هو عسكري أمريكي، ولد في 17 ديسمبر 1913 في إنديانابوليس في الولايات المتحدة، وتوفي في 3 أغسطس 1984 في الإسكندرية في الولايات المتحدة.